# Гельдыев, Атабай Гельдыевич
Атабай Гельдыевич Гельдыев — начальник управления «Каракумстрой», лауреат Ленинской премии (1965).

## Биография
Родился в 1925 г. в Кушке. Член КПСС с 1957 г.
В 1943—1945 гг. служил в армии. Фронтовик, был ранен в Словакии, награждён орденом Отечественной войны I степени (23.12.1985).
В 1945—1946 гг. работал в колхозе.
Окончил Ашхабадский гидротехникум (1948) и Московский институт инженеров водного хозяйства им. Вильямса (1954).
В 1954—1962 гг. работал в системе Министерства водного хозяйства Туркменской ССР.
В 1962—1963 гг. зам. председателя Госстроя Туркменской ССР, затем зав. отделом ЦК КП Туркменистана.
С 1963 по 1970 г. начальник Управления «Каракумстрой».
Член ЦК КП Туркмении с 1963.
Депутат Верховного Совета Туркменской ССР 7-го созыва.
Лауреат Ленинской премии (1965) — за участие в сооружении Каракумского канала.